# 21479 Marymartha
21479 Marymartha este un asteroid din centura principală de asteroizi.

## Descriere
21479 Marymartha este un asteroid din centura principală de asteroizi. A fost descoperit pe 23 aprilie 1998 la Socorro, New Mexico, în cadrul proiectului LINEAR. Asteroidul prezintă o orbită caracterizată de o semiaxă mare de 2,17 ua, o excentricitate de 0,20 și o înclinație de 4,8° în raport cu ecliptica.